# The War at Home
The War at Home è una sitcom statunitense creata da Rob Lotterstein e prodotta dalla Warner Bros. Television. Negli Stati Uniti andata in onda da settembre 2005 a maggio 2007 sul network Fox.
La serie segue le vicende di una famiglia americana di orientamento decisamente progressista (liberal); è caratterizzata da commenti fuori campo che i personaggi rivolgono agli spettatori esprimendo tutti quei pensieri che non osano pronunciare ad alta voce. In Italia la serie è stata trasmessa dal 2 ottobre 2006 su Paramount Comedy, mentre in chiaro da Italia 1. La serie è stata cancellata il 17 maggio 2007, dopo due stagioni e 44 episodi.

## Trama
Vicky e Dave hanno un solo obiettivo: riuscire a mandare i tre figli all'università senza dipendenze da droghe o gravidanze premature; la loro famiglia è composta della sedicenne Hillary, che si definisce ancora vergine dal punto di vista strettamente tecnico, ma che dà i suoi bei grattacapi ai genitori per via dei filarini sempre più improbabili; di Larry, che a quindici anni non riesce a trovare una ragazza ed è perciò ritenuto omosessuale dal padre (anche perché è spesso in compagnia del suo amico Kenny, un omosessuale non dichiarato innamorato di lui) nonostante, nei fatti, dia ampiamente prova della propria eterosessualità, specie quando si fidanza con la bruttissima Marla; e infine di Mike, il più giovane, un tredicenne tutto ormoni e videogiochi.

## Episodi
La prima stagione di The War at Home è stata trasmessa in anteprima italiana sul canale satellitare Paramount Comedy, visibile sul Sky, e in seguito è stata trasmessa in chiaro su Italia 1; la seconda stagione è andata in onda in anteprima assoluta dall'8 gennaio 2008 direttamente su Italia 1.
| Stagione         | Episodi | Prima TV originale | Prima TV Italia |
| ---------------- | ------- | ------------------ | --------------- |
| Prima stagione   | 22      | 2005-2006          | 2006-2007       |
| Seconda stagione | 22      | 2006-2007          | 2008            |

## Personaggi e interpreti
- David "Dave" Gold, interpretato da Michael Rapaport.
Padre di famiglia geloso dei propri figli, amante della birra e del football. Lavora come assicuratore, un lavoro che odia. Spesso ha diverbi con la moglie su affari di vita quotidiana. È di origine ebraica e ciò, in alcuni episodi, gli ha causato diversi problemi con i Country Club. Ha un rapporto conflittuale con il padre, che vive in Florida e lo considera un fallito e un cattivo ebreo (anche perché Dave è negato per gli affari e frequenta poco e nulla le sinagoghe).
- Victoria "Vicky" Gold, interpretata da Anita Barone.
Un'arredatrice d'interni in carriera che raramente si lascia trascinare dalle follie di Dave. Proviene da una famiglia italo-americana profondamente cattolica e pretende la cresima per i suoi figli perché "I miei genitori mi hanno assillato con tutte queste storie sulla religione e adesso è il mio turno di assillare i ragazzi"; nel corso di una puntata si scoprirà però che nemmeno lei è praticante e che la sua ultima confessione risale all'anno di uscita di Balla coi lupi. Occasionalmente fuma, ma sempre di nascosto dai figli.
- Hillary Gold, interpretata da Kaylee DeFer.
La primogenita che litiga spesso con i suoi genitori, una ragazza nevrotica e carina allo stesso tempo. Si proclama vergine e, tra marijuana, ragazzi di colore, teppisti, bugie e alcolici, dà parecchi grattacapi ai genitori, soprattutto al padre che, terrorizzato che qualcuno vada a letto con sua figlia, diventa invadente e iperprotettivo.
- Lawrence "Larry" Allen Gold, interpretato da Kyle Sullivan.
È il secondogenito, piuttosto goffo e impacciato, anche a causa della scarsa stima che la sua famiglia ha nei suoi confronti; durante la prima stagione, Dave pensa che il figlio sia omosessuale, in quanto amante dei musical, ma nella puntata "L'equivoco", Dave scopre che in realtà è etero. Adora gli scacchi, i giochi di ruolo e Il Signore degli Anelli, tutte passioni che suo padre disapprova.
- Michael "Mike" Gold, interpretato da Dean Collins.
È l'ultimo dei tre figli di Dave e Vicky. Un ragazzo molto emancipato, amante dei videogiochi e che, come tutti i ragazzi di età pre-adolescenziale, scopre le donne e il sesso; ciò lo porta a comportarsi come un pervertito, trovando ogni occasione per mettere le mani addosso alle proprie coetanee e navigando assiduamente su siti pornografici. Sebbene più giovane, ama prendersi gioco del fratello Larry, che tormenta in tutti i modi possibili, anche se poi si dimostra disponibile ad aiutarlo.
- Khaleel Nazeeh "Kenny" Al-Bahir, interpretato da Rami Malek.
Di origini arabe, è l'amico omosessuale di Larry, del quale è segretamente innamorato e con cui condivide tutte le sue passioni; nonostante non faccia praticamente nulla per negare la propria omosessualità, l'unico della famiglia Gold a non essersi reso conto delle inclinazioni di Kenny è proprio Larry, con grande disappunto di papà Dave, che non approva questa amicizia del figlio; nemmeno Kenny è consapevole di essere omosessuale, a dispetto delle fantasie su Larry. Solo quando Dave glielo farà notare, Kenny capirà di esserlo e, senza paura, lo confesserà a suo padre; quest'ultimo lo caccia e Kenny verrà accolto dai Gold, fino a quando i genitori lo accetteranno e gli permetteranno di tornare a casa.